# Harry Slapnicka
Harry Slapnicka (* 29. Oktober 1918 in Kladno, Tschechoslowakei; † 13. August 2011 in Linz) war ein österreichischer Journalist und Historiker. Er spezialisierte sich auf oberösterreichische Zeitgeschichte.

## Leben
Von 1937 bis 1940 studierte Slapnicka an der Karls-Universität in Prag Rechtswissenschaft, Geschichte und Politologie. 1940 promovierte er zum Dr. jur. Es folgte der Kriegsdienst. 1946 kam er nach Oberösterreich, wo er zunächst bei der dortigen Caritas arbeitete. Von 1955 bis 1971 war er beim Linzer Volksblatt beschäftigt, zuletzt als Chefredakteur. Danach begann seine Beschäftigung mit der oberösterreichischen Zeitgeschichte, die zum Aufbau und Leitung der neuen Abteilung „Zeitgeschichte und Dokumentation“ im Oberösterreichischen Landesarchiv führte. Slapnicka ist Autor von Büchern, Aufsätzen und Artikeln. 1974 wurde ihm vom österreichischen Bundespräsidenten der Titel „Professor“ verliehen. Ab 1975 war er führender Exponent der Reihe „Beiträge zur Zeitgeschichte Oberösterreichs“, die vom Oberösterreichischen Landesarchiv verlegt wurde.
Sein Bruder war der Rechtshistoriker und Universitätsprofessor Helmut Slapnicka (1916–2006).

## Schriften (Auswahl)
- Von der Monarchie zur Republik 1918–1927 (= Beiträge zur Zeitgeschichte Oberösterreichs. Band 1). Linz 1975, 223 Seiten.
- Oberösterreich zwischen Bürgerkrieg und Anschluß 1927–1938 (= Beiträge zur Zeitgeschichte Oberösterreichs. Band 2). Linz 1975, 439 Seiten.
- Oberösterreich. Die politische Führungsschicht (= Beiträge zur Zeitgeschichte Oberösterreichs. Band 3, 9 und 12). Linz 1976–1989 (Band 1: 1918 bis 1938; Band 2: 1861 bis 1918; Band 3: ab 1945).
- Oberösterreich, als es „Oberdonau“ hieß (= Beiträge zur Zeitgeschichte Oberösterreichs. Band 5). Linz 1978, ISBN 978-3-85214-204-3, 515 Seiten.
- Oberösterreich unter Kaiser Franz Joseph (= Beiträge zur Zeitgeschichte Oberösterreichs. Band 8). Linz 1982, 511 Seiten.
- Christlichsoziale in Oberösterreich. Vom Katholikenverein 1848 bis zum Ende der Christlichsozialen 1934 (= Beiträge zur Zeitgeschichte Oberösterreichs. Band 10). Linz 1984, 411 Seiten.
- Oberösterreich – Zweigeteiltes Land 1945–1955 (= Beiträge zur Zeitgeschichte Oberösterreichs. Band 11). Linz 1986, 331 Seiten.
- Hitler und Oberösterreich. Mythos, Propaganda und Wirklichkeit um den „Heimatgau des Führers“. Edition Geschichte der Heimat, Grünbach 1998, 231 Seiten.
- (mit Fraz Steinmaßl): Berühmte Persönlichkeiten aus dem Mühlviertel und dem Böhmerwald, Band 2, Edition Geschichte der Heimat, Grünbach 2004, ISBN 3-902427-14-0, 177 Seiten.

## Auszeichnungen
Harry Slapnicka erhielt folgende Auszeichnungen:
- 1974: Berufstitel Professor
- 1977: Leopold-Kunschak-Preis
- 1985: Silbernes Ehrenzeichen des Landes Oberösterreich
- 1988: Kulturpreis des Landes Oberösterreich für Geisteswissenschaft
- 1989: Wissenschaftsmedaille der Landeshauptstadt Linz
- 1998: Kulturmedaille des Landes Oberösterreich
- 1999: Österreichisches Ehrenkreuz für Wissenschaft und Kunst I. Klasse
- 2000: Erwin-Wenzl-Preis